# 大西赤人
大西 赤人（おおにし あかひと、1955年7月6日 - ）は日本の小説家。株式会社メタポゾン社長。

## 経歴
作家・大西巨人の長男として東京に生まれ、埼玉県に育つ。
大宮市立大成小学校から浦和市立北浦和小学校を経て、浦和市立大原中学校2年のとき、ショートショート「計画」を執筆、処女作と見なされる。井上光晴たちに才能を認められ、ショートショートを発表。
1971年、浦和市立木崎中学校卒業。同年、第一創作集『善人は若死にをする』（光文社）から刊行。
1974年、大検合格。19歳で東京大学受験に失敗し、大学には進学しなかった。
1982年、結婚に伴って埼玉県から東京都小金井市に転居。1984年に生まれた長女がいる。

## 浦高事件
1971年、大西は埼玉県立浦和高等学校の入学試験を受験した。先天性の特異体質（重度の血友病）という障害を持っていたため、父巨人が浦和高等学校の校長から「身体的条件は、まったく入学拒否理由ではあり得ない」との言質を取り付けた上での受験だったが、入試の結果は不合格だった。浦高側は、筆記試験における大西の成績が優に合格圏内に達していたことを認めつつも、内申書における実技科目の評点が劣っていたことを不合格の理由として説明した（実技科目の授業に出席できなかったのは血友病のためである）。
この対応に抗議した大西父子は、1973年3月、埼玉県教育委員会ならびに浦高の両当局者を公務員職権濫用罪と涜職罪と文書偽造罪の容疑で刑事告訴。これに対して1974年1月、浦和地方検察庁は不起訴処分とすることを決定。大西側による浦和地方裁判所への付審判請求も、1974年2月に棄却となった。1974年3月6日、大西側は東京高等裁判所へ抗告するも再び棄却となる。続いて1974年3月27日、大西側は最高裁判所へ特別抗告をおこなったが、1974年5月2日、やはり棄却となった。

## 著書
- 『善人は若死にをする』（1971年、光文社→角川文庫→光文社文庫）
- 『人にわが与うる哀歌』（1972年、光文社）
- 『時と無限』（1973年、創樹社）
- 『君、見よ、双眼の色』（1975年、大和書房）
- 『赤い傘』（1977年、立風書房）
- 『時の流れに足跡を』（1978年、集英社文庫）
- 『同時代のルポルタージュ』（1980年、大和書房）
- 『熱い眼』（1983年、光文社）
  - 改題『鎖された夏』（光文社文庫）
- 『血液型の迷路』（1985年、朝日新聞社）
- 『影踏み』（1986年、講談社→光文社文庫）
- 『引き継がれた殺人』（1987年、光文社文庫）
- 『夜の道連れ』（1988年、光文社文庫）
- 『悪意の不在』（1994年、すずさわ書店）
- 『時代の罠』（1995年、すずさわ書店）